# Рюк, Каролина
Кароли́на Рюк (нем. Caroline Rück) — швейцарская кёрлингистка.
В составе женской сборной Швейцарии бронзовый призёр чемпионата мира 1987, серебряный призёр чемпионата Европы 1989. Чемпионка Швейцарии среди женщин.
Играла на позиции первого.

## Достижения
- Чемпионат мира по кёрлингу среди женщин: бронза (1987).
- Чемпионат Европы по кёрлингу: серебро (1989).
- Чемпионат Швейцарии по кёрлингу среди женщин: золото (1987).

## Команды
| Сезон   | Четвёртый       | Третий          | Второй          | Первый       | Турниры            |
| ------- | --------------- | --------------- | --------------- | ------------ | ------------------ |
| 1986—87 | Марианн Флотрон | Гизела Петер    | Беатрис Фрай    | Каролина Рюк | ЧШЖ 1987 · ЧМ 1987 |
| 1989—90 | Марианн Флотрон | Daniela Sartori | Esther Christen | Каролина Рюк | ЧЕ 1989            |

(скипы выделены полужирным шрифтом)